# موسیقی کرال ایران
موسیقی کُرال ایران  به ساخته‌هایی گفته می‌شود که توسط آهنگسازان ایرانی برای آواز گروهی (یا گروه کُر) نوشته شده باشد.
از معروف‌ترین آثار کُرال ایران، تنظیم ترانه‌های محلی ایران برای آواز گروهی در دهه ۱۳۲۰ توسط روبیک گریگوریان است که به صورت کتاب در تهران منتشر شده‌است.
از دیگر آثار کُرال ایرانی (با همراهی ارکستر)، «سرباز» ساخته حسین دهلوی است.
در شرق کشور نیز مسعود نکویی موسیقی دان و پژوهشگر کرمانی در حال فعالیت بر روی موسیقی کرال آکاپلا پلی فونیک است. و تا به امروز آثار بسیار زیادی در زمینه کرال آکاپلا فرهنگ شفاهی مردم کرمان و شرق کشور خلق كرده است. 
مثلا گروه کرال گلبانگ یزد با سرپرستی استاد محسن شاکری